# Ковайно
Ковайно, или Кавайно (фин. и карел. Kavaino) — деревня в Питкярантском районе Республики Карелия. Входила в состав упразднённого в 2023 году Салминского сельского поселения. Расположена вблизи автодороги Олонец — Сортавала.

## История
В документах XIX — середины XX веков встречается наименование деревни «Кавайно». Использование современного названия для населённого пункта законодательно закреплено Постановлением Палаты представителей Законодательного собрания Республики Карелия от 5 июля 2001 года № 84-ПП «О присвоении наименований вновь возникшим населенным пунктам на территории Республики Карелия».
В XIX веке Кавайно — крупное село Видлицкой волости Олонецкого уезда. Имелась школа. В 1909 году в при школе в селе Кавайно было открыто Кавайнское общеобразовательное общество, имевшее целью распространение образования в селе. При обществе действовала Кавайнская библиотека имени Н. В. Гоголя, насчитывавшая около 2000 книг.
В 1914 году в селе была заложена церковь, построен фундамент и начат сбор средств на её постройку.
В районе деревни проходила граница Олонецкой губернии, с 1920 года — с Финляндией. В районе деревни в 1930-е годы были построены доты Видлицкого укрепрайона СССР (частично сохранились до нашего времени).
Согласно постановлению Президиума Верховного Совета Карельской АССР от 28 октября 1957 г. Кавайно вместе с Кавгозером и Мансилой вошли в состав населенного пункта Погранкондуши, а в 2001 году были образованы вновь в качестве отдельных населённых пунктов.

## Население
| 2002 | 2009 | 2010 | 2013 |
| ---- | ---- | ---- | ---- |
| 2    | →2   | ↘0   | →0   |